# Puma (Kit Car)
Puma di Adriano Gatto war ein italienischer Automobilhersteller, der unter der Marke Puma von 1972 bis in die 1990er-Jahre in Settecamini bei Rom Kit Cars herstellte; das erste hieß Gatto Spider Spiaggia und war aus dem US-amerikanischen Strandbuggy entstanden. Neben dem Eigentümer Adriano Gatto gab es einen anderen wichtigen Mann in der Firma, Domenico Lombardi, einen jungen Techniker, der alle Modelle mitentwickelte. Die Hauptverwaltung der Gesellschaft war in der Via Tiburtina in Rom. Es entstanden Strandbuggies und andere Geländewagen, später dann Sportwagen, sowie stilistische und mechanische Tuningsätze für den VW Käfer.

## Modelle
Sieben Modelle wurden von Gatto und Lombardi konstruiert.

### Gatto Spider Spiaggia
Dies war ein klassischer Strandbuggy auf VW-Fahrgestell, der von einem Vierzylinder-Boxermotor von VW mit 1192 cm³ Hubraum angetrieben wurde. Die Karosserie bestand aus GFK. Der Bausatz war auf dem Markt sehr erfolgreich, weil seine Qualität hoch und der Preis erschwinglich waren.

### Puma (1973)
Dieser Wagen war eine Weiterentwicklung des Gatto Spider Spiaggia. Er saß auf einem verkürzten VW-Chassis und wurde vom gleichen VW-Motor angetrieben wie sein Vorgänger. Es gab verschiedene Ausführungen. Die GT-Variante hatte eine etwas aggressiver aussehende Karosserie und auf Wunsch ein Hardtop mit Flügeltüren. Damit konnte sie als Ganzjahresauto gelten.
In dem Film "Zwei wie Pech und Schwefel" von 1974 fahren die Hauptdarsteller Bud Spencer und Terence Hill einen Puma.

### Puma GTV (1979)
Der 1979 vorgestellte Coupé GTV war die italienische Version des in Großbritannien produzierten Nova. Der Entwurf war von Richard Oakes und sah eine nach vorne abklappbare Kanzel als Einstieg vor. Auch dieser Wagen auf VW-Fahrgestell besaß einen VW-Boxermotor, aber von Lombardi auf 1385 cm³ Hubraum aufgebohrt, damit er eine der sportlichen Karosserie entsprechende Leistung abgeben konnte.

### Puma Ranch
Dieser Wagen war vom Jeep Wrangler inspiriert, zeigte aber ein komplett anderes technisches Konzept als dieser, da er – wie seine Vorgänger – den Motor hinten und den Kofferraum vorne hatte. Das Fahrgestell beruhte auf Ideen von Lombardi und wurde durch den gleichen 1,4 l-Boxermotor angetrieben wie der Gtv. Auf Wunsch gab es auch eine 1,6 l – Version; die Karosserie bestand wiederum aus GFK. Damals war der Ranch der einzige italienische Geländewagen (Fiat und Alfa Romeo hatten die Fertigung ihrer Geländefahrzeuge längst eingestellt).

### Puma GTV 1200 o 033 (1984)
Der GTV der 2. Serie hatte eine andere Karosserie und einen neuen Motor. Die Schnauze war kürzer als bei der 1. Serie, das Heck etwas eckiger und die Seiten unten abgerundet, wie bei den zeitgenössischen Rennwagen. Die aggressivere Karosserielinie kam bei den Kunden nicht gut an; die weichen Linien der 1. Serie waren beliebter. Daher beschloss man, eine längere Schnauze und Rechteckscheinwerfer einzusetzen, damit der Wagen eher dem GTV der ersten Serie entsprach. Der Wagen wurde von einem wassergekühlten Vierzylinder-Boxermotor von Alfa Romeo mit 1186 cm³ Hubraum angetrieben, der den alten luftgekühlten VW-Motor ersetzte. Die höhere Motorleistung sorgte für bessere Fahrleistungen. Die 2. Serie blieb bis 1991 in der Fertigung, dann wurde die 3. Serie vorgestellt.

### Puma Boxer 90 (1991)
Der Nachfolger des GTV hatte nicht mehr die sinnlichen Karosserielinien seines Vorgängers und auch nicht mehr das schwenkbare Cockpit. Stattdessen besaß er zwei Flügeltüren, eine ebenfalls ungewöhnliche Lösung. Die Karosserieformen waren immer noch aggressiv und innen war er besser ausgestattet. Der komplexere Aufbau zwang viele Kunden, den Wagen fertig montiert zu kaufen, anstatt ihn selbst aufzubauen. Er war mit einem Vierzylinder-Boxermotor von Alfa Romeo mit 1490 cm³ Hubraum ausgestattet, womit auch die Leistung zunahm.

## Das Ende
Der 1993 gezeigte Prototyp Puma 248 sollte der Nachfolger des Boxer 90 sein. Der Wagen hatte ein neues Fahrgestell und eine Leder-Innenausstattung. Allerdings bereitete im gleichen Jahr ein Brand der Fabrikhallen, bei dem auch der Prototyp zerstört wurde, der Marke Puma ein Ende. Gatto entschied sich, den Bau von Kit Cars nicht mehr aufzunehmen, da Italien gleichzeitig die Gesetze für diese Wagengattung verschärfte. Eine umfangreiche und teure Typzulassung wurde nun gefordert, die sich manche Kleinserienhersteller nicht leisten konnten. Danach fanden sich die Enthusiasten der Marke in verschiedenen Vereinen zusammen. In Italien sind der Puma Club Italy und der Puma Club Monza die größten.
Ein Gatto Spider wurde 2016 für 16.675 Euro versteigert.